# Karl Adolf von Strotha
Karl Adolf von Strotha, född 22 februari i Ząbkowice Śląskie, död 15 februari 1870 i Berlin, var en preussisk officer och krigsminister från 1848 till 1850.
Strotha föddes i en officersfamilj. Han gick med i det preussiska infanteriet 1805 och deltog i slaget vid Jena-Auerstedt. Han blev friställd från aktiv tjänst på grund av nedskärningar i armén efter det preussiska nederlaget, även om han blev fänrik 1809. 1811 återaktiverades Strotha som löjtnant i artilleriet. Under sjätte koalitionskriget var han del av vaktbatteriet. Han deltog i slagen vid Lützen, Bautzen, Haynau, Kulm, Dohna och Leipzig.
År 1815 utnämndes Strotha till förste löjtnant. Ett år senare utnämndes han som kapten och befälhavaren av ett artilleribatteri till häst. Han reste till flera europeiska länder. Åren 1827–1830 hade han befäl över artilleriet i Magdeburg. Efter det var han major i en artilleribrigad. 1842 gjordes Strotha till överste och 1847 till befälhavare för 3:e artilleribrigaden. I mars 1848 blev han befälhavare över fästningen Saarlouis, och i maj samma år generalmajor.
I november 1848 blev Strotha krigsminister i Brandenburgs regering. Han spelade en betydande roll i kontrarevolutionens militära organisation och lät general Friedrich von Wrangel marschera in i Berlin. Han organiserade senare kampen mot revolutionärerna i Dresden och Baden, och undertryckandet av Pfalz-revolten.
År 1850 lämnade han in sin avskedsansökan, på grund av meningsskiljaktigheter mellan sig och kung Fredrik Vilhelm IV. Hans avgång orsakades också av makttvister mellan kungen och hans minister. Kungen hade gjort utnämningar utan ministerns kontrasignering vilket var vanligt i andra departement.
Efter hans avgång som minister gjordes Strotha till generallöjtnant år 1850, såväl som befälhavare av 2:a artilleriinspektionen och ordförande i artilleriets examinationsstyrelse, innan hans pensionering 1854.
Strotha var medlem av den första kammaren i det preussiska parlamentet 1849 och 1850 och var medlem av Erfurtparlamentet 1850.
Karl Adolf von Strotha var författare till flera verk om militär historia.